# GY Весов
GY Весов (лат. GY Librae) — двойная затменная переменная звезда типа Беты Лиры (EB:) в созвездии Весов на расстоянии приблизительно 984 световых лет (около 302 парсеков) от Солнца. Видимая звёздная величина звезды — от +13m до +12,3m.

## Характеристики
Первый компонент — жёлтая звезда спектрального класса G. Эффективная температура — около 5882 К.